# Полє-при-Водицях
Полє-при-Водицях (словен. Polje pri Vodicah) — поселення в общині Водиці, Осреднєсловенський регіон, Словенія. 
Висота над рівнем моря: 323,8 м.